# Saint-Polgues
Saint-Polgues is een gemeente in het Franse departement Loire (regio Auvergne-Rhône-Alpes) en telt 275 inwoners (2022). De plaats maakt deel uit van het arrondissement Roanne.

## Geografie
De oppervlakte van Saint-Polgues bedraagt 5,7 km², de bevolkingsdichtheid is 34,0 inwoners per km².
De onderstaande kaart toont de ligging van Saint-Polgues met de belangrijkste infrastructuur en aangrenzende gemeenten.

## Demografie
Onderstaande figuur toont het verloop van het inwonertal (bron: INSEE-tellingen).